# Kościół św. Michała Archanioła w Długołęce
Kościół Św. Michała Archanioła – barokowy kościół w Długołęce. Parafia należy do dekanatu Oleśnica zachód w archidiecezji wrocławskiej. Obecna budowla powstawała w latach 1715–1722. Kościół znajduje się przy ulicy Wiejskiej 24.

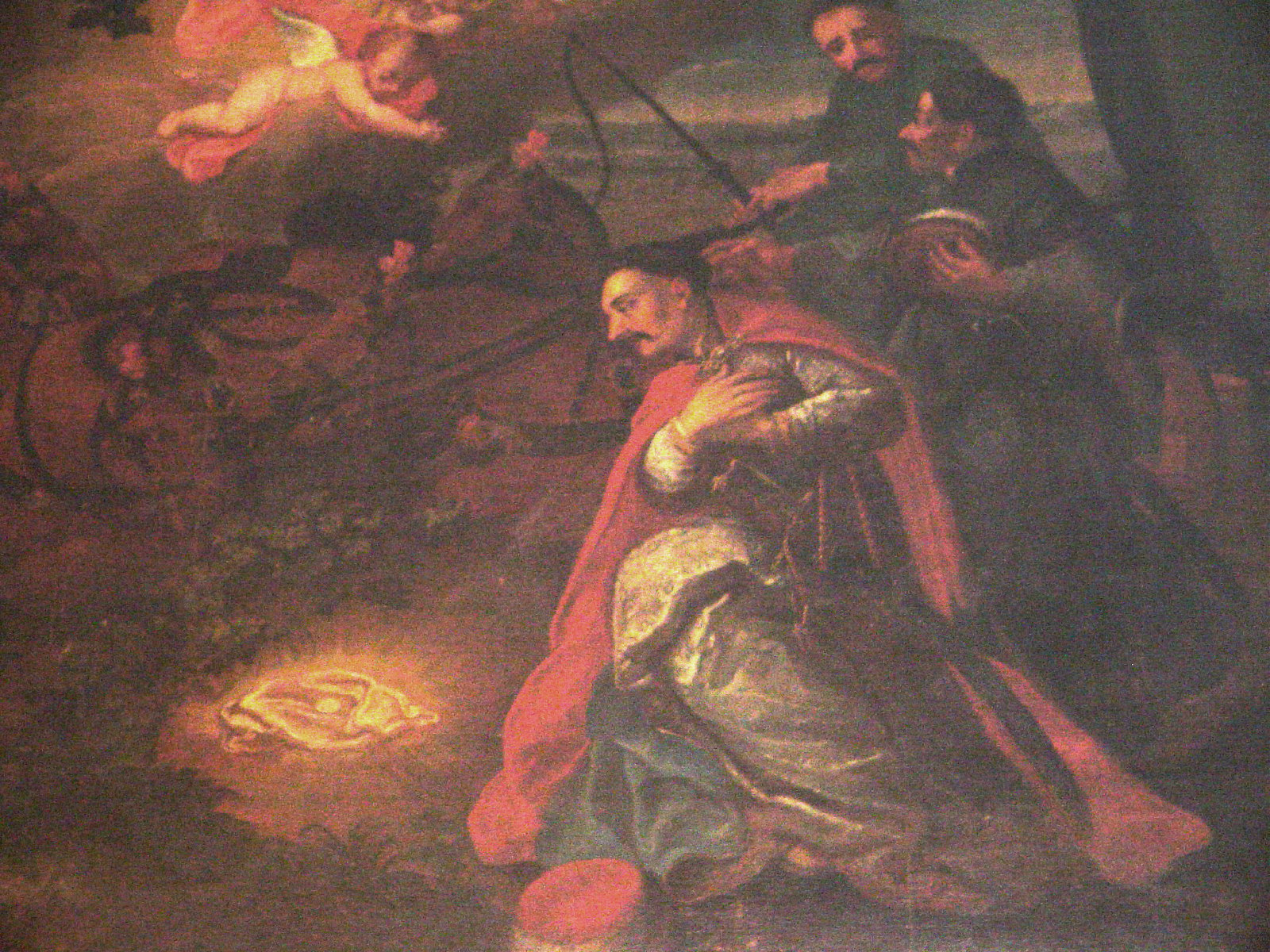
Obraz Znalezienia Najświętszego Sakramentu w kościele Św. Michała Archanioła

## Historia
Data wybudowania pierwotnego kościoła jest nieznana. Pierwsze wzmianki o nim pochodzą z 1376 roku. W 1460 postawiono obok kościoła kaplicę pod wezwaniem Bożego Ciała, która miała upamiętnić tragiczne w skutkach wydarzenie. 28 marca 1453 nieznany chłop z Długołęki wraz z żoną miał ukraść z kościoła hostie. Zamierzał sprzedać je wrocławskiemu Żydowi Meyerowi. Prawda wyszła na jaw dosyć szybko, ponieważ mężczyzna ukrył hostie na przykościelnej łące. Odkryto je w koleinach przejeżdżającego wozu (moment znalezienia widnieje na obrazie w lewej części świątyni). Po tych wydarzeniach w miejscu znalezienia hostii powstała kaplica, a Długołęka stała się miejscem corocznych pielgrzymek, odbywających się w 4 niedzielę po świętach Wielkanocy i przyciągających pielgrzymów nie tylko z najbliższych miejscowości takich jak Wrocław, Oleśnica czy Oława, ale ze Śląska, Czech i centralnej Polski. Już w XVI wieku za odbycie pielgrzymki zyskiwało się odpust zupełny. Śledztwo ze strony kościelnej prowadziła komisja złożona z Jana Kapistrana, biskupa wrocławskiego Piotra Nowaka i jednego z wrocławskich kanoników.
Sprawcę profanacji – chłopa oraz kilkudziesięciu Żydów spalono na Placu Solnym we Wrocławiu latem 1453 roku.
Kościół podczas wojny trzydziestoletniej był wielokrotnie plądrowany, z czasem popadł w ruinę i został rozebrany.
Nowy solidny, murowany barokowy kościół z kwadratową wieżą, istniejący do dziś, powstał dzięki fundacji dwóch wrocławskich kanoników Kaspra Kamińskiego i Jana Franciszka Beera w latach 1715–1722 na miejscu starej świątyni. W 1960 odnowiono wieżę, która została zniszczona przez uderzenie pioruna.
2 grudnia 1964 budowla została wpisana do rejestru zabytków pod nr. 1175.
W 2000 roku powrócono do organizowania pielgrzymek. Odbywają się na mniejszą skalę niż dawniej. Pielgrzymi przybywają z Wrocławia oraz Oleśnicy w V niedzielę Wielkanocy.
Kościół posiada 11-głosowe organy z mechaniczną trakturą gry.